# Петер Сіярто
Петер Сіярто (угор. Szijjártó Péter; нар. 30 жовтня 1978, Комаром) — угорський консервативний політик, Міністр закордонних справ і зовнішньої торгівлі з 23 вересня 2014 року, має ступінь магістра в галузі міжнародних відносин, був членом Національних зборів з 2002.

## Життєпис
Народився в заможній родині. Провівши півтора року в Сполучених Штатах, отримав середню освіту в гімназії Цуцор Ґерґель Бенцеш міста Дьйор. 1997 року закінчив Будапештський університет економічних наук та державного управління (нині Університет Корвіна), вивчав міжнародні відносини та спортивний менеджмент.
Почав свою політичну кар'єру 1998 року, коли його обрали членом Муніципальних зборів міста Дьйор. Був одним із засновників і першим головою молодіжної організації Фідес у Дьйорі, 2001 року став віцепрезидентом національної організації.
Був особистим речником Прем'єр-міністра Угорщини Віктора Орбана з 2010 до 2012 року.
28 вересня 2018 року потрапив до бази сайту «Миротворець» за замах на суверенітет і територіальну цілісність України. Прямі погрози збройними вторгненнями в Україну. Втручання у внутрішні справи України, розпалювання і підтримка сепаратистських настроїв в Україні. Участь в організації провокації, спрямованої на масове порушення громадянами України законодавства України.
5 листопада 2020 Петер Сіярто захворів на коронавірус; тоді перебував із візитом у Камбоджі і зустрічався з високопосадовцями Камбоджі. Прем'єр-міністр Камбоджі Гун Сен і чотири міністри пішли на карантин.

## Погляди
Як і Орбан, Сіярто поширює євроскептицизм а також російську пропаганду у питаннях щодо України та Грузії.
28 жовтня Петер, коментуючи результат парламентських виборів в Грузії, які, ймовірно, сфальсифікувала правляча партія позбавивши опозицію більшості, розсипався у компліментах на адресу проросійської партії влади «Грузинська мрія», а опозицію назвав «призначеною Брюсселем». 11 грудня Глава МЗС Угорщини пообіцяв блокувати санкції ЄС проти грузинських посадовців.
Петер Сіярто звинувачує Сороса у проблемах Угорщини та Європи, у тому числі проблему з мігрантами, у січні 2025 року назвав Дональда Туск «агентом Сороса» через слова про блокування Угорщиною санкцій (Туск заявив, що дії угорського прем’єра Віктора Орбана щодо санкцій проти РФ схожі на гру в команді кремлівського правителя).
Сійярто лобіює постачання російських енергоресурсів в Угорщину.

## Політика стосовно України
На думку МЗС України, озвучену у жовтні 2020, заяви Петра Сіярто містять моменти втручання у внутрішні питання України.
У березні 2022 року Петер Сіярто заявив що Україна втручається у внутрішні справи Угорщини. На думку МЗС України Петро Сіярто є проросійським політиком.
У січні 2025 року Сійярто гнівно відреагував на зареєстрований у парламенті України законопроєкт про призупинення транзиту російських нафти й газу на час воєнного стану.

## Нагороди
- Орден Пошани (Молдова, 7 грудня 2020) — на знак глибокої вдячності за значний внесок у розвиток та зміцнення молдовсько-угорських відносин дружби й співпраці та співпраці в проведенні соціально-економічних акцій у Республіці Молдова[15]
- Орден Дружби (Росія, 18 листопада 2021) — за великий особистий внесок у розвиток російсько-угорських відносин та промислово-інвестиційного співробітництва[16].
- Орден Сербського прапора (Сербія, 2021)[17]
- Орден Достук (Киргизстан, 29 квітня 2022)[18]